# Сумираго
Сумираго (итал. Sumirago) је насеље у Италији у округу Варезе, региону Ломбардија.
Према процени из 2011. у насељу је живело 5655 становника. Насеље се налази на надморској висини од 376 м.

## Становништво
Према резултатима пописа становништва 2011. у општини је живело 6.254 становника.
| 1931. | 1936. | 1951. | 1961. | 1971. | 1981. | 1991. | 2001. | 2011. |
| ----- | ----- | ----- | ----- | ----- | ----- | ----- | ----- | ----- |
| 2.584 | 2.507 | 2.979 | 3.519 | 4.249 | 5.059 | 5.296 | 5.849 | 6.254 |